# Грінфілд (Массачусетс)
Грінфілд (англ. Greenfield) — місто (англ. city) в США, в окрузі Франклін штату Массачусетс. Населення — 17 768 осіб (2020).

## Географія
Грінфілд розташований за координатами 42°36′53″ пн. ш. 72°35′49″ зх. д. / 42.61472° пн. ш. 72.59694° зх. д. (42.614671, -72.597063). За даними Бюро перепису населення США в 2010 році місто мало площу 56,68 км², з яких 55,50 км² — суходіл та 1,18 км² — водойми.

### Клімат
| Клімат : Грінфілд     | Клімат : Грінфілд | Клімат : Грінфілд | Клімат : Грінфілд | Клімат : Грінфілд | Клімат : Грінфілд | Клімат : Грінфілд | Клімат : Грінфілд | Клімат : Грінфілд | Клімат : Грінфілд | Клімат : Грінфілд | Клімат : Грінфілд | Клімат : Грінфілд | Клімат : Грінфілд |
| Показник              | Січ.              | Лют.              | Бер.              | Квіт.             | Трав.             | Черв.             | Лип.              | Серп.             | Вер.              | Жовт.             | Лист.             | Груд.             | Рік               |
| Середній максимум, °C | 0,4               | 1,4               | 6,8               | 14,1              | 21,1              | 25,8              | 28,3              | 27,0              | 22,9              | 16,8              | 9,1               | 2,1               | 14,6              |
| Середній мінімум, °C  | −10               | −9,7              | −3,9              | 1,8               | 7,7               | 12,8              | 15,7              | 14,6              | 10,4              | 4,5               | −0,7              | −7,3              | 3,0               |
| Норма опадів, мм      | 81                | 71                | 89                | 86                | 91                | 94                | 94                | 97                | 91                | 76                | 91                | 89                | 1049              |
| Днів з опадами        | 10                | 9                 | 10                | 10                | 10                | 10                | 10                | 9                 | 8                 | 8                 | 9                 | 10                | 113               |
| --------------------- | ----------------- | ----------------- | ----------------- | ----------------- | ----------------- | ----------------- | ----------------- | ----------------- | ----------------- | ----------------- | ----------------- | ----------------- | ----------------- |
| Джерело: Weatherbase  |                   |                   |                   |                   |                   |                   |                   |                   |                   |                   |                   |                   |                   |

## Демографія
Згідно з переписом 2010 року, у місті мешкало 17 456 осіб у 7852 домогосподарствах у складі 4190 родин. Густота населення становила 308 осіб/км². Було 8377 помешкань (148/км²).
Расовий склад населення:
| - 92,4 % — білих - 1,7 % — чорних або афроамериканців - 1,4 % — азіатів - 0,3 % — корінних американців - 1,6 % — осіб інших рас |

До двох чи більше рас належало 2,6 %. Частка іспаномовних становила 4,9 % від усіх жителів.
За віковим діапазоном населення розподілялося таким чином: 19,7 % — особи молодші 18 років, 63,8 % — особи у віці 18—64 років, 16,5 % — особи у віці 65 років та старші. Медіана віку мешканця становила 42,6 року. На 100 осіб жіночої статі у місті припадало 90,6 чоловіків; на 100 жінок у віці від 18 років та старших — 86,6 чоловіків також старших 18 років.
Середній дохід на одне домашнє господарство становив 62 184 долари США (медіана — 49 612), а середній дохід на одну сім'ю — 73 967 доларів (медіана — 65 366). Медіана доходів становила 47 287 доларів для чоловіків та 40 343 долари для жінок. За межею бідності перебувало 14,2 % осіб, у тому числі 18,6 % дітей у віці до 18 років та 10,4 % осіб у віці 65 років та старших.
Цивільне працевлаштоване населення становило 8894 особи. Основні галузі зайнятості: освіта, охорона здоров'я та соціальна допомога — 32,6 %, виробництво — 11,6 %, роздрібна торгівля — 10,8 %.

## Уродженці
- Кевін Хассетт (* 1962) — американський економіст.